# صخيرات اليمام
صخيرات اليمام موقع يبعد عن المدينة المنورة قرابة 50 كلم، يقع في شمال غرب الفريش، وكان محطة من محطات طريق القوافل، ومنزل مر بها رسول الله، ﷺ، إلى بدر وإلى مكة، وهو بين السيالة وفرش ملل.

## ماذكره المؤرخون
- صخيرات اليمامة: كانت محطة على طريق مكة من المدينة، على قرابة (50) كيلا من المدينة، وقبل السيالة بثلاثة أكيال فقط، وهي اليوم صخور سود مناصيب في قفر لا ساكن له.[1]

قال ياقوت الحموي:
- صخيرات: تصغير جمع صخرة، وهي صخيرات الثمام، بالثاء المثلثة المضمومة، الثمامة بلفظ واحدة الثمام، وهو نبت ضعيف له خوص أو شبه بالخوص وربما حشيت به الوسايد: وهو منزل رسول الله، ﷺ، إلى بدر، وهو بين السيالة وفرش، وفي المغازي: صخيرات اليمام، السيالة وفرش، وفي المغازي: صخيرات اليمام، بالياء آخر الحروف، ذكرت في غزاة بدر وفي غزاة ذات العشيرة، وقال ابن إسحاق: مر، ، على تربان ثم على ملل ثم على غميس الحمام من مريين ثم على صكيرات اليمام ثم على السيالة.[2]

قال ابن حزم:
- ثم سلك فرش ملل، حتى لقي الطريق بصخرات اليمام إلى العشيرة من بطن ينبع، [3]
- فسلك ﷺ على نقب المدينة إلى العقيق، إلى ذي الحليفة، إلى ذات الجيش، إلى تربان، وقيل: تربان، إلى ملل، إلى غميس الحمام من مر يين، إلى صخيرات اليمام، إلى السيالة، إلى فج الروحاء، إلى شنوكة، إلى عرق الظبية.[4]

وجاء في كتاب الأغاني لأبي الفرج الأصفهاني:
- اصطحب قوم فِي سفر، ومعهم رجل يغني، وشيخ عَلَيْهِ أثر النسك والعبادة، فكانوا يشتهون أن يغنيهم الفتى ويستحيون من الشيخ، إِلَى أن بلغوا إِلَى صخيرات اليمام، فَقَالَ لَهُ المغني : أيها الشيخ إن علي يمينا أن أنشد شعرا إذا انتهيت إِلَى هَذَا الموضع، وإني أهابك وأستحي منك، فإن رأيت أن تأذن لِي فِي إنشاده أو تتقدم حَتَّى أوفي بيميني، ثم نلحق بك فافعل. قَالَ : وما علي من إنشادك ؟ أنشد مَا بدا لك. فاندفع يغني :

فجعل الشيخ يبكي أحر بكاء وأشجاه، فَقَالُوا لَهُ : مَا لك يَا عم تبكي ؟ فَقَالَ : لا جزيتم خيرا، هَذَا معكم طول هَذَا الطريق وانتم تبخلون علي بِهِ أتفرج بِهِ ويقطع عني طريقي، وأتذكر أيام شبابي فَقَالُوا : لا والله مَا كَانَ يمنعنا منه غير هيبتك. قَالَ : فانتم إذا معذورون.